# Camp Morand
Pour les articles homonymes, voir Morand.
Le camp Morand est un camp d'internement militaire créé par la France à proximité de Ksar el Boukhari, en Algérie française.

## Historique

### Un camp de Républicains espagnols
Y sont concentrés dans des conditions difficiles des milliers de réfugiés espagnols fuyant la guerre civile d'Espagne, dont les autorités et la communauté espagnole oranaise se méfient,,. À la déclaration de guerre, il est proposé aux 5 000 Espagnols de s’engager dans la Légion étrangère, ce qu’ils refusent majoritairement. Ils sont alors recrutés de force dans le 8e groupement de travailleurs étrangers, comptant douze compagnies (CTE), comptant chacune 250 hommes.

### Un camp d'internement pendant la Seconde Guerre mondiale
Les conditions s'y aggravent encore sous le régime de Vichy qui y interne des opposants politiques. 

### Un camp de détention pendant la Guerre d'Algérie
Par la suite, durant la guerre d'Algérie, les autorités françaises internent les indépendantistes algériens, entre 1954 et 1962, dans des conditions épouvantables.